# Fort IX Twierdzy Warszawa

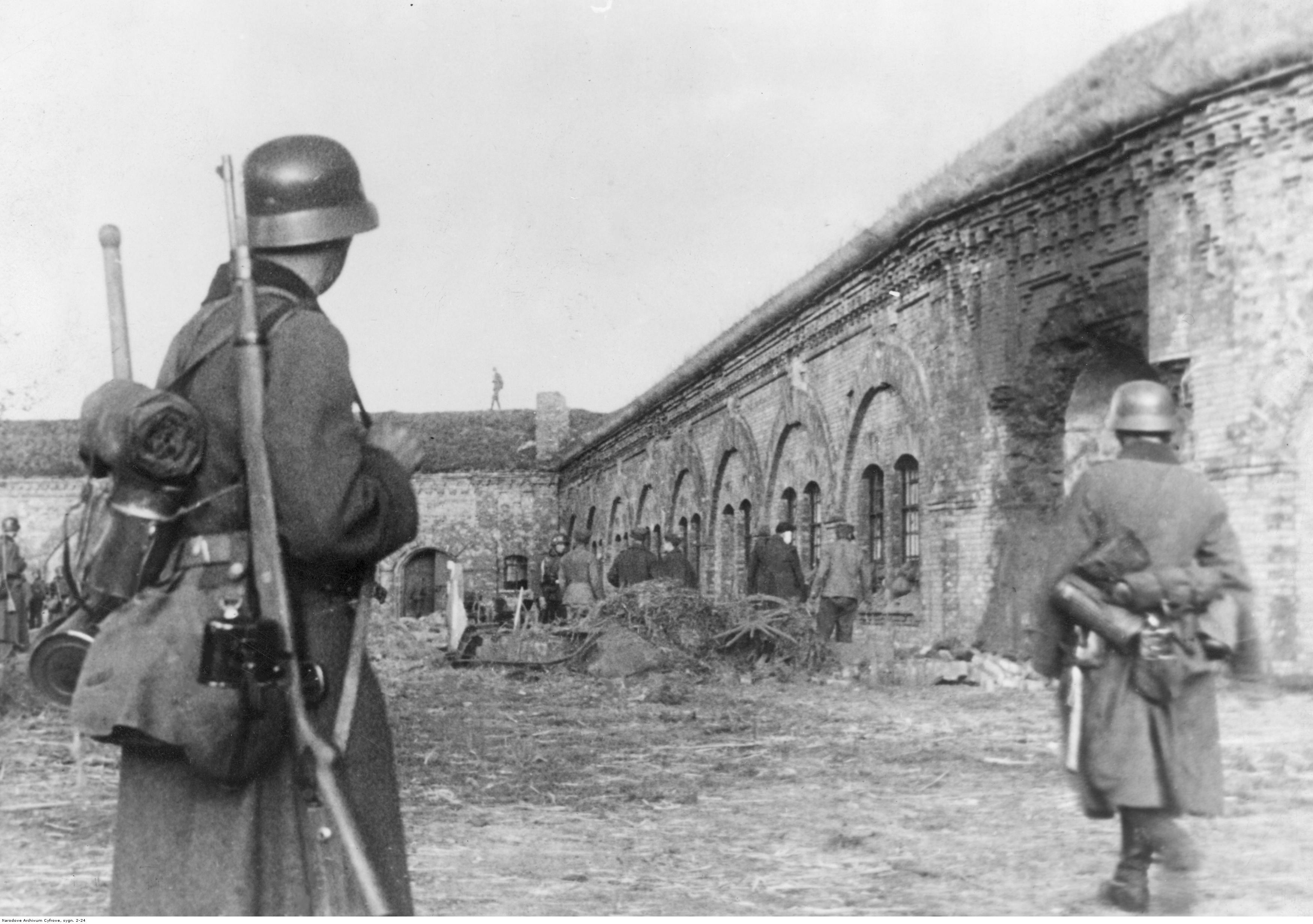
Zajęcie przez wojska niemieckie fortu IX we wrześniu 1939

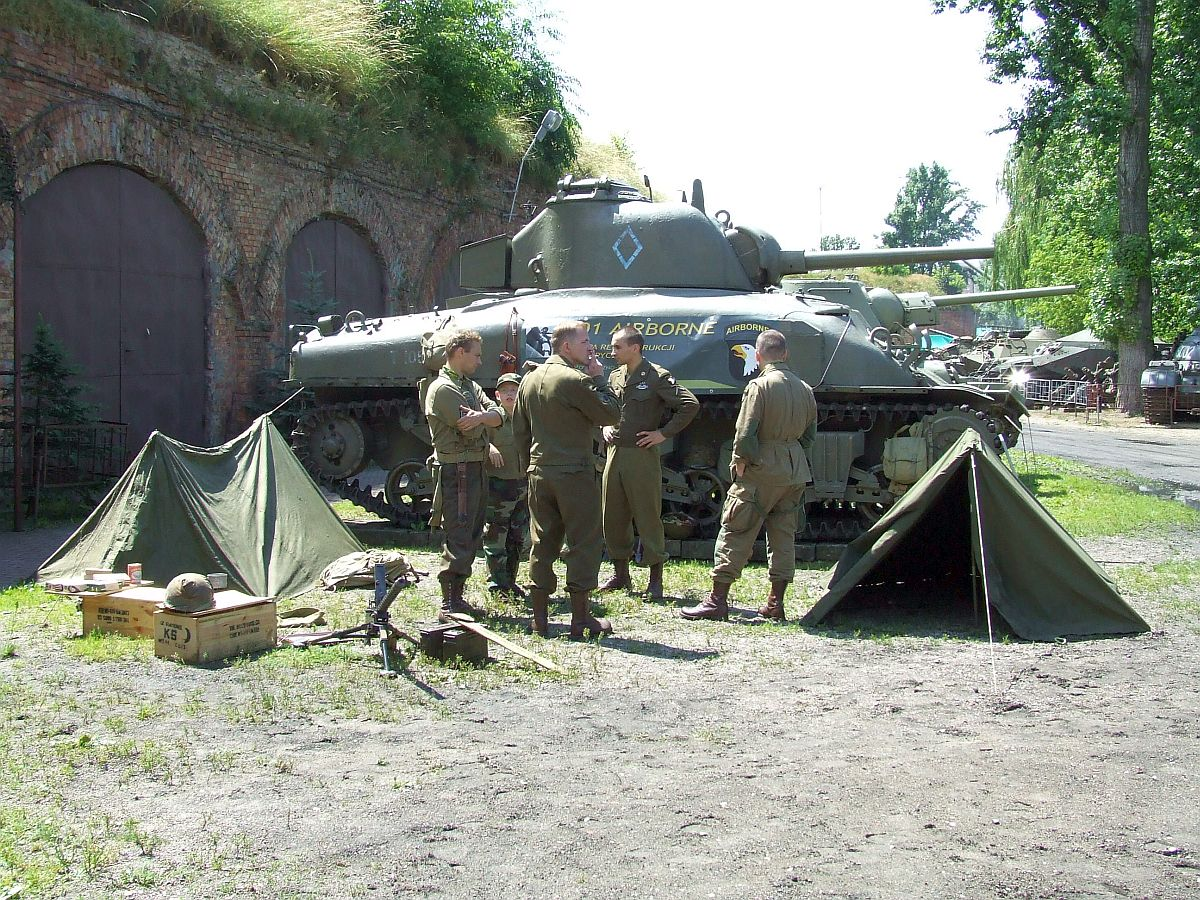
Impreza plenerowa w forcie Czerniaków, w głębi widoczne koszary

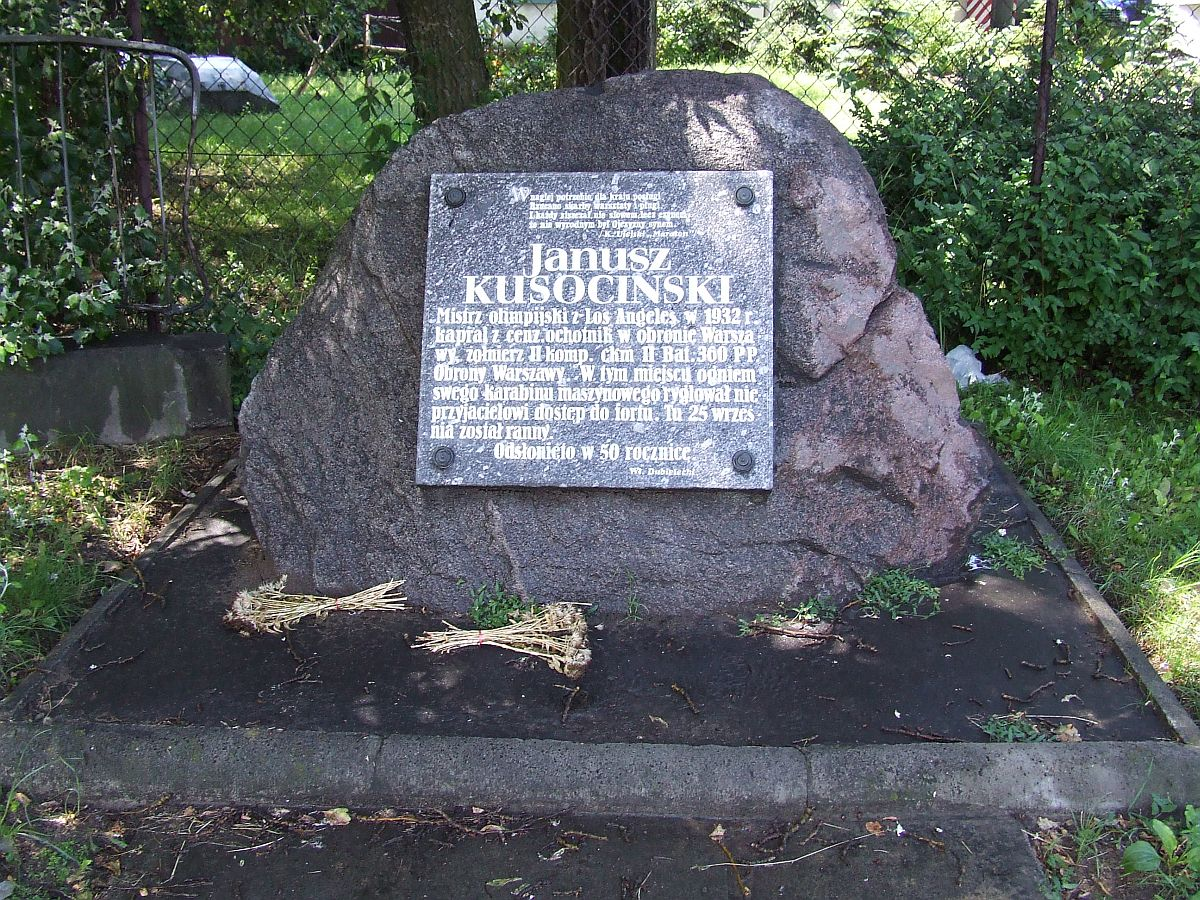
Głaz upamiętniający Janusza Kusocińskiego

Fort IX (fort „Czerniaków”, od 1938 ofic. fort Dąbrowskiego, zwyczajowo fort Czerniakowski lub fort „Sadyba”) – jeden z fortów pierścienia zewnętrznego Twierdzy Warszawa, wybudowany w latach 80. XIX wieku. Zlokalizowany jest na Sadybie, w warszawskiej dzielnicy Mokotów. Przez jego teren przebiega ulica Powsińska.

## Historia
Fort został wzniesiony w latach 1883–1887 na planie zbliżonym do pięciokąta, z ceglanymi schronami koszarowymi i bojowymi oraz mokrą, ze względu na położenie na terenie podmokłym fosą.
W ramach decyzji likwidacji twierdzy z 1909 r., w 1913 r. wysadzono większość obiektów bojowych, pozostawiając koszary o charakterystycznym, łamanym narysie i układ ziemny. Od 1924 r. na terenach esplanady wokół fortu, po wewnętrznej stronie ulicy Okrężnej, powstawało osiedle Sadyba Oficerska dla oficerów Wojska Polskiego. Do 1947 r. na obszarze tym znajdowało się kilkadziesiąt willi.
W 1935 przez teren fortu poprowadzona została ulica Powsińska, która dwukrotnie przecinała fosę przechodząc nad nią po mostach. W 1936 we wschodniej części fortu, odciętej od pozostałej części nową arterią, wyburzono zabudowania fortowe i utworzono park publiczny. Zrezygnowano jednak z przecięcia zachodniej części fortu projektowanym odcinkiem ulicy Klarysewskiej, który miał połączyć odcinki tej ulicy położone po północnej i południowej stronie fortowej fosy. 
W czasie obrony Warszawy we wrześniu 1939 fort był miejscem bohaterskiej obrony polskich żołnierzy z kompanii ochotniczych i części kompanii 2 batalionu 360 pułku piechoty. 26 września fort został zajęty przez Niemców. W walkach brał tu także olimpijczyk Janusz Kusociński. Tutaj 25 września został ranny, co upamiętnia głaz z tablicą pamiątkową odsłonięty w 1989 roku. Historię walk o fort w 1939 roku opisał Maciej Piekarski w książce Samotna placówka.
Fort odegrał dużą rolę w czasie powstania warszawskiego w 1944 roku. 7 sierpnia został opuszczony przez Niemców i obsadzony przez powstańców z batalionu „Oaza” z 5. Rejonu V Obwodu Mokotów pod dowództwem Czesława Szczubełka. 1 września 1944 Sadyba została zaatakowana przez przeważające siły niemieckie. Około godz. 11.00 fort został zbombardowany przez Luftwaffe; poległ Czesław Szczubełek i 24 powstańców.
Po wojnie we wschodniej części fortu odtworzono park, któremu uchwałą Rady Dzielnicy-Gminy Warszawa-Mokotów z dnia 16 lipca 1993 nadano nazwę Park imienia Czesława Szczubełka. Natomiast zachodnia część fortu do 1990 była zajęta przez wojsko. Od początku lat 90. istniał tu niedostępny magazyn sprzętu gromadzonego przez Muzeum Wojska Polskiego i pod koniec lat 90. otwarto tu dwa oddziały muzeum: Muzeum Polskiej Techniki Wojskowej oraz Muzeum Katyńskie (funkcjonowało tam do 2009). W związku z przeprowadzką Muzeum Wojska Polskiego na teren Cytadeli, przyszłość fortu jest nieznana.
W 1973 fort został wpisany do rejestru zabytków (jako fort „Czerniaków”).